# (8303) Miyaji
Pour les articles homonymes, voir Miyaji.
(8303) Miyaji est un astéroïde de la ceinture principale.

## Description
(8303) Miyaji est un astéroïde de la ceinture principale. Il fut découvert le 9 février 1995 à Ōizumi par Takao Kobayashi. Il présente une orbite caractérisée par un demi-grand axe de 2,21 UA, une excentricité de 0,07 et une inclinaison de 3,2° par rapport à l'écliptique.

## Compléments